# Turnverein Bühl Volleyball 2019-2020
Questa voce raccoglie le informazioni riguardanti il Turnverein Bühl Volleyball nelle competizioni ufficiali della stagione 2019-2020.

## Organigramma societario
Area direttiva
- Presidente: Hubert Schnurr

Area tecnica
- Allenatore: Alejandro Kolevich
- Allenatore in seconda: Johan Verstappen
- Assistente allenatore: Kristen Cléro, Sebastian Roatta
- Scout man: Ina Schultz

Area sanitaria
- Medico: Marc Bientzle, Oliver Mohr
- Fisioterapista: Joachim Bertele, Ulrike Frank, Tobias Martin, Valerie Metzler, Jannis Oser

## Rosa
| N° | Nome             | Ruolo | Data di nascita   | Nazionalità sportiva |
| -- | ---------------- | ----- | ----------------- | -------------------- |
| 1  | Alpár Szabó      | C     | 26 luglio 1990    | Ungheria             |
| 2  | Tim Stöhr        | L     | 3 agosto 1996     | Germania             |
| 3  | Stefan Thiel     | P     | 15 ottobre 1997   | Germania             |
| 4  | Yannick Goralik  | C     | 23 ottobre 1997   | Germania             |
| 6  | Lukas Demar      | S     | 23 settembre 1996 | Francia              |
| 7  | Edvinas Vaškelis | O     | 20 giugno 1996    | Lituania             |
| 9  | Gregory Petty    | S     | 5 giugno 1993     | Stati Uniti          |
| 11 | Sebastian Roatta | C     | 1º marzo 1996     | Francia              |
| 12 | Felix Orthmann   | S     | 1º giugno 1996    | Germania             |
| 13 | Mario Schmidgall | P     | 2 maggio 1998     | Germania             |
| 14 | Anton Qafarena   | O     | 11 giugno 1997    | Albania              |
| 17 | Corbin Balster   | S     | 3 marzo 1997      | Germania             |

## Risultati

### 1. Bundesliga

#### Girone di andata
| 1ª giornata - 12 ottobre 2019 Gellersenhalle, Reppenstedt         | Lüneburg       | 3 - 1 | Bühl            | 25-19, 25-21, 28-30, 27-25        |
| 2ª giornata - 16 ottobre 2019 Großsporthalle, Bühl                | Bühl           | 1 - 3 | Friedrichshafen | 39-37, 24-26, 17-25, 25-27        |
| 3ª giornata - 23 ottobre 2019 Fraport Arena, Francoforte sul Meno | Rüsselsheim    | 3 - 1 | Bühl            | 25-18, 25-18, 24-26, 25-22        |
| 4ª giornata - 26 ottobre 2019 Großsporthalle, Bühl                | Bühl           | 3 - 1 | Netzhoppers     | 25-19, 16-25, 25-15, 25-23        |
| 5ª giornata - 9 novembre 2019 Volksbank-Arena, Hildesheim         | Giesen         | 2 - 3 | Bühl            | 19-25, 13-25, 25-15, 25-21, 10-15 |
| 6ª giornata - 13 novembre 2019 Großsporthalle, Bühl               | Bühl           | 1 - 3 | Unterhaching    | 21-25, 25-22, 20-25, 18-25        |
| 7ª giornata - 17 novembre 2019 Paul Horn-Arena, Tubinga           | Rottenburg     | 3 - 0 | Bühl            | 25-19, 25-18, 25-17               |
| 8ª giornata - 23 novembre 2019 Großsporthalle, Bühl               | Bühl           | 3 - 2 | Herrsching      | 20-25, 25-22, 21-25, 25-21, 16-14 |
| 9ª giornata - 30 novembre 2019 Max-Schmeling-Halle, Berlino       | Charlottenburg | 3 - 0 | Bühl            | 25-18, 27-25, 25-21               |
| 10ª giornata - 14 dicembre 2019 Großsporthalle, Bühl              | Bühl           | 3 - 2 | Dürener         | 25-17, 25-23, 18-25, 17-25, 15-9  |
| 11ª giornata - 21 dicembre 2019 Georg-Schäfer-Halle, Eltmann      | Eltmann        | 3 - 0 | Bühl            | 25-22, 25-22, 25-21               |

#### Girone di ritorno
| 12ª giornata - 15 gennaio 2020 Großsporthalle, Bühl                      | Bühl            | 1 - 3 | Lüneburg       | 15-25, 30-32, 25-17, 20-25 |
| 13ª giornata - 18 gennaio 2020 ZF-Arena Friedrichshafen, Friedrichshafen | Friedrichshafen | 3 - 0 | Bühl           | 25-14, 25-21, 25-23        |
| 14ª giornata - 25 gennaio 2020 Großsporthalle, Bühl                      | Bühl            | 1 - 3 | Rüsselsheim    | 23-25, 19-25, 25-13, 19-25 |
| 15ª giornata - 1º febbraio 2020 Landkost-Arena, Bestensee                | Netzhoppers     | 3 - 1 | Bühl           | 25-20, 25-23, 20-25, 25-23 |
| 16ª giornata - 5 febbraio 2020 Großsporthalle, Bühl                      | Bühl            | 3 - 1 | Giesen         | 18-25, 25-23, 28-26, 25-22 |
| 17ª giornata - 9 febbraio 2020 Bayernwerk Sportarena, Unterhaching       | Unterhaching    | 3 - 0 | Bühl           | 25-21, 25-21, 25-16        |
| 18ª giornata - 22 febbraio 2020 Großsporthalle, Bühl                     | Bühl            | 3 - 0 | Rottenburg     | 25-22, 25-21, 25-15        |
| 19ª giornata - 29 febbraio 2020 Nikolaushalle, Herrsching am Ammersee    | Herrsching      | 3 - 0 | Bühl           | 25-13, 25-20, 25-21        |
| 20ª giornata - 7 marzo 2020 Großsporthalle, Bühl                         | Bühl            | 1 - 3 | Charlottenburg | 22-25, 19-25, 25-18, 24-26 |
| 21ª giornata - 11 marzo 2020 Arena Kreis Düren, Düren                    | Dürener         | 3 - 0 | Bühl           | 25-21, 25-12, 25-22        |
| 22ª giornata - 21 marzo 2020 Großsporthalle, Bühl                        | Bühl            | -     | Eltmann        | annullata                  |

### Coppa di Germania

#### Fase a eliminazione diretta
| Ottavi di finale - 2 novembre 2019 Dreifelderhalle, Gransee | Lindow-Gransee | 1 - 3 | Bühl       | 25-23, 16-25, 13-25, 23-25 |
| Quarti di finale - 20 novembre 2019 Großsporthalle, Bühl    | Bühl           | 1 - 3 | Herrsching | 14-25, 25-21, 20-25, 24-26 |

## Statistiche

### Statistiche di squadra
| Competizione      | Punti | In casa | In casa | In casa | In trasferta | In trasferta | In trasferta | Totale | Totale | Totale |
| Competizione      | Punti | G       | V       | P       | G            | V            | P            | G      | V      | P      |
| ----------------- | ----- | ------- | ------- | ------- | ------------ | ------------ | ------------ | ------ | ------ | ------ |
| 1. Bundesliga     | 15    | 10      | 5       | 5       | 11           | 1            | 10           | 21     | 6      | 15     |
| Coppa di Germania | -     | 1       | 0       | 1       | 1            | 1            | 0            | 2      | 1      | 1      |
| Totale            | -     | 11      | 5       | 6       | 12           | 2            | 10           | 23     | 7      | 16     |

G = partite giocate; V = partite vinte; P = partite perse